# ンサンジェ
ンサンジェ（Nsanje）はマラウイの町である。ンサンジェ県の県都である。

## 概要
この都市にはマラウイ鉄道の本社が置かれている。また現在、貨物の運送を目的としてシーレ川を浚渫する計画が進行中である。最終的には、ンサンジェ港からシーレ川を下り、ザンベジ川へと合流した後に、インド洋へと達する予定であるという。なお、2008年中期の時点では計画はほとんど進んでいない。
人口統計
| 年   | 人口  |
| ---- | ----- |
| 1987 | 11009 |
| 1998 | 16941 |
| 2008 | 27131 |

## 交通
市内には、中央東アフリカ鉄道の租借地であるセナ鉄道がある。ブランタイヤとモザンビークのベイラを結ぶンサンジェ経由の鉄道は、モザンビーク内戦の影響で大きく寸断され、現在も閉鎖されています。ブランタイヤとマラウイの他の地域を結ぶ北側の幹線道路は、現在整備中である。